# Delosperma alpinum
Delosperma alpinum är en isörtsväxtart som först beskrevs av Nicholas Edward Brown, och fick sitt nu gällande namn av Steven A. Hammer och A.P.Dold. Delosperma alpinum ingår i släktet Delosperma, och familjen isörtsväxter. Inga underarter finns listade i Catalogue of Life.